# Риченго
Риченго, Риченґо (італ. Ricengo) — муніципалітет в Італії, у регіоні Ломбардія,  провінція Кремона.
Риченго розташоване на відстані близько 450 км на північний захід від Рима, 45 км на схід від Мілана, 38 км на північний захід від Кремони.
Населення — 1766 осіб (2014).
Покровитель — Петро (апостол).

## Демографія
Населення за роками:

Станом на 1 січня 2023 року в муніципалітеті офіційно проживало 149 іноземців з 24 країн, серед них 48 громадян країн Євросоюзу та 2 громадяни України.

## Сусідні муніципалітети
- Камізано
- Казале-Кремаско-Відоласко
- Казалетто-ді-Сопра
- Крема
- Оффаненго
- П'яненго
- Серньяно